# امپراتور کامه‌یاما
امپراتور کامه‌یاما (به ژاپنی: 亀山天皇 Kameyama-tennō)؛ زاده ۹ ژوئیه ۱۲۴۹ درگذشته) نودمین امپراتور ژاپن بر اساس نظام سنتی جانشینی پادشاهان ژاپن است. سلطنت وی از ۱۲۶۰ تا ۱۲۷۴ به طول انجامید.